# Danuše
Danuše je ženské jméno hebrejského původu. Jde o variantu křestního jména Dana, které pochází z hebrejštiny a znamená soudkyně. Jméno Danuše vzniklo připojením přípony -uše podobně jako jiná jména, např. Miluše, Květuše apod., jde tedy o osamostatnělou domáckou podobu jména Dana. Svátek slaví společně se jménem Dana dne 11. prosince.
Zdrobnělou variantou jména Danuše je Danuška, k roku 2016 žilo 1 708 nositelek tohoto jména.

## Domácké podoby
Mezi domácké podoby křestního jména Danuše patří Danuška, Danuš, Danuša apod.

## Obliba jména
Jméno Danuše je mezi novorozenými dívkami v Česku vzácné. K roku 2016 činil průměrný věk nositelek 66 let. Obliba jména začala ve 30. letech 20. století a trvala až do poloviny 50. let, od roku 1956 začala prudce klesat. Nejvíce živých nositelek (804) se narodilo v roce 1950. Popularita již klesla natolik, že se od roku 1993 nenarodilo více než pět nositelek ročně, jméno se ale stále sporadicky mezi novorozenci vyskytuje, např. v roce 2016 jej dostaly tři dívky.
Následující tabulka vývoje počtu nositelek mezi lety 2010 až 2016 dokazuje, že počet žijících nositelek každým rokem klesá, před rokem 2011 jich bylo ještě více než 17 tisíc. Během sedmi let ubylo celkem 10,71 % nositelek. Pokles je způsoben vysokým průměrným věkem a značnou neoblibou mezi nově narozenými dívkami.
Varianta Danuška zcela vymizela, od roku 1975 se totiž nenarodila žádná nová nositelka. Jméno se vyskytovalo velmi sporadicky již od roku 1956.
| Rok  | Počet nositelek | Změna oproti předchozímu roku |
| ---- | --------------- | ----------------------------- |
| 2010 | 17 085          | –                             |
| 2011 | 16 639          | −2,61 %                       |
| 2012 | 16 351          | −1,76 %                       |
| 2013 | 16 101          | −1,53 %                       |
| 2014 | 15 828          | −1,7 %                        |
| 2015 | 15 551          | −1,75 %                       |
| 2016 | 15 255          | −1,9 %                        |

## Významné osobnosti
- Danuše Batulková – česká herečka
- Danuše Klichová – česká herečka
- Danuše Kšicová – vysokoškolská pedagožka a rusistka
- Danuše Kvasničková – česká ekoložka a pedagožka
- Danuše Mottlová – česká politička
- Danuše Muzikářová – oběť komunistického režimu v Československu
- Danuše Nerudová – ekonomka a vysokoškolská pedagožka
- Danuše Steinová – iniciátorka vzniku univerzit třetího věku v ČR, trenérka paměti
- Danuše Táborská – česká anestezioložka
- Danuše Zdeňková – česká judistka